# Принцеса Йоркська Беатріс
Принцеса Беатріс Елізабет Марія Йоркська (англ. Princess Beatrice Elizabeth Mary of York; 8 серпня 1988, Лондон) — член Британської королівської сім'ї Великої Британії. Старша дочка Ендрю, герцога Йоркського, другого сина королеви Єлизавети II, і Сари, герцогині Йоркської. Станом на 2024 рік — посідає дев'яте місце у лінії успадкування.

## Біографія
Беатріс народилася о 20:18 8 серпня 1988 року в лікарні Портленда, та є першою дитиною герцога і герцогині Йоркської та п'ятою онукою королеви Єлизавети II та принца Філіпа, герцога Единбурзького. 
 Вона була хрещена в Королівській каплиці в палаці Сент-Джеймса 20 грудня 1988 року, хрещеними батьками були: виконт Лінлі (двоюрідний брат її батька, нині 2-й граф Сноудона); герцогиня Роксбург (нині леді Джейн Доне); Пітер Палумбо; Габріель Гріналл; та Керолін Коттерелл. Її ім'я, несподіваний вибір, було оголошено майже через два тижні після її народження.
Після народження сина принца Гаррі в травні 2019 року є дев'ятою по порядку в лінії успадкування трону шістнадцяти незалежних держав (Великої Британії і монархічних держав Британської співдружності). Беатріс була першою принцесою, яка народилася в королівській родині після народження її тітки принцеси Анни в 1950 році.
Початкову освіту отримала в школі Upton House School в Віндзорі, після цього Беатріс, як і її молодша сестра, принцеса Євгенія Йоркська, навчалася в Coworth Park School . З чуток, юна Беатріс не була надто популярна серед своїх однокласників; її дитинство також було затьмарено розлученням батьків в 1996 році . Продовжилося навчання сестер в школі Святого Георгія в Аскоті. У 2008 році Беатріс стала студенткою коледжу Goldsmiths Лондонського університету, її предметами вивчення були історія і дизайн.
Принцеса була звільнена від багатьох обов'язкових офіційних високих церемоній, оскільки сім'я вирішила, що весь час вона повинна віддавати навчанню. Принцеса Беатріс лише зрідка бере участь в королівських церемоніях.
У 2007 році принцеса знялася в епізодичній ролі у фільмі Жан-Марка Валле «Молода Вікторія».

## Особисті інтереси
В інтерв'ю, присвяченому своєму 18-річчю, Беатріс сказала, що хоче використовувати свою позицію для допомоги іншим через благодійну діяльність. Вона вже взяла на себе благодійні обов'язки разом із матір'ю через різні організації, які підтримувала герцогиня. Влітку 2008 року, у 19-річному віці, вона вступила на роботу продавчинею в знаменитий універмаг Selfridges в Лондоні. В її обов'язки входило обслуговування VIP-клієнтів. Протягом місяця Беатріс працювала п'ять днів на тиждень з дев'ятої ранку до п'ятої вечора. Грошей за роботу внучка королеви не отримувала — це стало її трудовим досвідом , який слід набувати всім членам королівської сім'ї.
Також деякий час працювала в прес-службі МЗС, не отримуючи зарплати.  У 2008 р. також повідомлялося, що Беатріс була зацікавлена в кар'єрі на вебсайті Financial Times .
Беатріс відсвяткувала своє 18-річчя балом у масках у Віндзорському замку в липні 2006 р.  Микола фон Бісмарк зробив свій офіційний портрет на день народження.  Деякий час вона працювала платним стажером у Sony Pictures, але подала у відставку після хакерського інциденту, який торкнувся компанію наприкінці 2014 року. У квітні 2015 року повідомлялося, що Беатріс вирішила переїхати до Нью-Йорка.  Станом на квітень 2017 року Беатріс працює на повну ставку і розподіляє час між Лондоном та Нью-Йорком. У своєму професійному житті вона відома як Беатріс Йоркська і є віце-президентом з питань партнерства та стратегії в Afiniti .  Вона також відповідає за програму афініті для залучення вищих керівників підприємств у всьому світі для підтримки жінок у керівництві.  Вона підтримала Товариство Кайроса, некомерційну організацію підприємців в університетах Китаю, Європи, Індії та США.

## Особисте життя
У 2006 році Беатріс ненадовго підтримувала стосунки з американцем Паоло Люццо, чиє попереднє звинувачення у нападі викликало суперечки на той час.  Протягом десяти років, до липня 2016 року, вона підтримувала стосунки з бізнесменом Virgin Galactic Дейвом Кларком.
У березні 2019 року Беатріс взяла участь у заході збору коштів у Національній портретній галереї в Лондоні в супроводі забудовника Едоардо Мапеллі Моцці, сина Алекса Мапеллі-Моцці, колишнього британського олімпійця та нащадка італійської знаті. BBC описує Едоардо як "також графа ", як його батько.  Вважається, що пара почала зустрічатися в 2018 році. Разом вони були присутні на весіллі леді Габріелли Віндзор, другої кузини Беатріс.  Вони заручилися в Італії у вересні 2019 року. Офіс Герцога Йоркського офіційно оголосив про заручини 26 вересня.
Весілля було запланована на 29 травня 2020 в Chapel Royal в палаці Сент - Джеймс, з подальшим приватним прийомом в саду Букінгемського палацу. Але весілля було відкладено через COVID -19.  Зрештою, відбулася закрита церемонія 17 липня 2020 року в Королівській каплиці Всіх Святих, Королівська ложа, Віндзор. Все відбулося таємно, бех жодних оголошень та преси.  Батько Беатріс провів її до вівтаря. На принцесі була тіара з бахромою Королеви Марії, яку свого часу одягала королева на власному весіллі, та перероблена сукня Нормана Хартнелла, яку принцесі позичила бабуся королева.
18 вересня 2021 року  Беатріс народила доньку Сієнну Елізабет
.
1 жовтня 2024 року стало відомо, що принцеса вагітна другою дитиною, яка має народитися навесні 2025 року. 22 січня 2025 року принцеса народила доньку Афіну Елізабет Роуз .
У принцеси Беатріс є пасинок Крістофер Вульф (2016 р.н.), дитина її чоловіка від стосунків з архітекторкою Дарою Хуанг.

## Генеалогія
| Андрій Грецький | Андрій Грецький | Андрій Грецький | Андрій Грецький | Андрій Грецький | Андрій Грецький |                |                | Аліса Баттенберг | Аліса Баттенберг | Аліса Баттенберг | Аліса Баттенберг | Аліса Баттенберг | Аліса Баттенберг |                 |                 | Георг VI        | Георг VI        | Георг VI | Георг VI | Георг VI     | Георг VI     |              |              | Єлизавета Боуз-Лайон | Єлизавета Боуз-Лайон | Єлизавета Боуз-Лайон | Єлизавета Боуз-Лайон | Єлизавета Боуз-Лайон | Єлизавета Боуз-Лайон |  |  | Ендрю Ферґюсон | Ендрю Ферґюсон | Ендрю Ферґюсон | Ендрю Ферґюсон | Ендрю Ферґюсон   | Ендрю Ферґюсон   |                  |                  | Меріан Монтаґю Дуглас Скотт | Меріан Монтаґю Дуглас Скотт | Меріан Монтаґю Дуглас Скотт | Меріан Монтаґю Дуглас Скотт | Меріан Монтаґю Дуглас Скотт | Меріан Монтаґю Дуглас Скотт |               |               | Фіцгерберт Райт | Фіцгерберт Райт | Фіцгерберт Райт | Фіцгерберт Райт | Фіцгерберт Райт | Фіцгерберт Райт |            |            | Дорін Вінґфілд | Дорін Вінґфілд | Дорін Вінґфілд | Дорін Вінґфілд | Дорін Вінґфілд | Дорін Вінґфілд |  |  |
| Андрій Грецький | Андрій Грецький | Андрій Грецький | Андрій Грецький | Андрій Грецький | Андрій Грецький |                |                | Аліса Баттенберг | Аліса Баттенберг | Аліса Баттенберг | Аліса Баттенберг | Аліса Баттенберг | Аліса Баттенберг |                 |                 | Георг VI        | Георг VI        | Георг VI | Георг VI | Георг VI     | Георг VI     |              |              | Єлизавета Боуз-Лайон | Єлизавета Боуз-Лайон | Єлизавета Боуз-Лайон | Єлизавета Боуз-Лайон | Єлизавета Боуз-Лайон | Єлизавета Боуз-Лайон |  |  | Ендрю Ферґюсон | Ендрю Ферґюсон | Ендрю Ферґюсон | Ендрю Ферґюсон | Ендрю Ферґюсон   | Ендрю Ферґюсон   |                  |                  | Меріан Монтаґю Дуглас Скотт | Меріан Монтаґю Дуглас Скотт | Меріан Монтаґю Дуглас Скотт | Меріан Монтаґю Дуглас Скотт | Меріан Монтаґю Дуглас Скотт | Меріан Монтаґю Дуглас Скотт |               |               | Фіцгерберт Райт | Фіцгерберт Райт | Фіцгерберт Райт | Фіцгерберт Райт | Фіцгерберт Райт | Фіцгерберт Райт |            |            | Дорін Вінґфілд | Дорін Вінґфілд | Дорін Вінґфілд | Дорін Вінґфілд | Дорін Вінґфілд | Дорін Вінґфілд |  |  |
|                 |                 |                 |                 |                 |                 |                |                |                  |                  |                  |                  |                  |                  |                 |                 |                 |                 |          |          |              |              |              |              |                      |                      |                      |                      |                      |                      |  |  |                |                |                |                |                  |                  |                  |                  |                             |                             |                             |                             |                             |                             |               |               |                 |                 |                 |                 |                 |                 |            |            |                |                |                |                |                |                |  |  |
|                 |                 |                 |                 | Філіп Грецький  | Філіп Грецький  | Філіп Грецький | Філіп Грецький | Філіп Грецький   | Філіп Грецький   |                  |                  |                  |                  |                 |                 |                 |                 |          |          | Єлизавета II | Єлизавета II | Єлизавета II | Єлизавета II | Єлизавета II         | Єлизавета II         |                      |                      |                      |                      |  |  |                |                |                |                | Рональд Ферґюсон | Рональд Ферґюсон | Рональд Ферґюсон | Рональд Ферґюсон | Рональд Ферґюсон            | Рональд Ферґюсон            |                             |                             |                             |                             |               |               |                 |                 |                 |                 | Сюзан Райт      | Сюзан Райт      | Сюзан Райт | Сюзан Райт | Сюзан Райт     | Сюзан Райт     |                |                |                |                |  |  |
|                 |                 |                 |                 | Філіп Грецький  | Філіп Грецький  | Філіп Грецький | Філіп Грецький | Філіп Грецький   | Філіп Грецький   |                  |                  |                  |                  |                 |                 |                 |                 |          |          | Єлизавета II | Єлизавета II | Єлизавета II | Єлизавета II | Єлизавета II         | Єлизавета II         |                      |                      |                      |                      |  |  |                |                |                |                | Рональд Ферґюсон | Рональд Ферґюсон | Рональд Ферґюсон | Рональд Ферґюсон | Рональд Ферґюсон            | Рональд Ферґюсон            |                             |                             |                             |                             |               |               |                 |                 |                 |                 | Сюзан Райт      | Сюзан Райт      | Сюзан Райт | Сюзан Райт | Сюзан Райт     | Сюзан Райт     |                |                |                |                |  |  |
|                 |                 |                 |                 |                 |                 |                |                |                  |                  |                  |                  |                  |                  |                 |                 |                 |                 |          |          |              |              |              |              |                      |                      |                      |                      |                      |                      |  |  |                |                |                |                |                  |                  |                  |                  |                             |                             |                             |                             |                             |                             |               |               |                 |                 |                 |                 |                 |                 |            |            |                |                |                |                |                |                |  |  |
|                 |                 |                 |                 |                 |                 |                |                |                  |                  |                  |                  | Ендрю Йоркський  | Ендрю Йоркський  | Ендрю Йоркський | Ендрю Йоркський | Ендрю Йоркський | Ендрю Йоркський |          |          |              |              |              |              |                      |                      |                      |                      |                      |                      |  |  |                |                |                |                |                  |                  |                  |                  |                             |                             |                             |                             | Сара Ферґюсон               | Сара Ферґюсон               | Сара Ферґюсон | Сара Ферґюсон | Сара Ферґюсон   | Сара Ферґюсон   |                 |                 |                 |                 |            |            |                |                |                |                |                |                |  |  |
|                 |                 |                 |                 |                 |                 |                |                |                  |                  |                  |                  | Ендрю Йоркський  | Ендрю Йоркський  | Ендрю Йоркський | Ендрю Йоркський | Ендрю Йоркський | Ендрю Йоркський |          |          |              |              |              |              |                      |                      |                      |                      |                      |                      |  |  |                |                |                |                |                  |                  |                  |                  |                             |                             |                             |                             | Сара Ферґюсон               | Сара Ферґюсон               | Сара Ферґюсон | Сара Ферґюсон | Сара Ферґюсон   | Сара Ферґюсон   |                 |                 |                 |                 |            |            |                |                |                |                |                |                |  |  |
|                 |                 |                 |                 |                 |                 |                |                |                  |                  |                  |                  |                  |                  |                 |                 |                 |                 |          |          |              |              |              |              |                      |                      |                      |                      |                      |                      |  |  |                |                |                |                |                  |                  |                  |                  |                             |                             |                             |                             |                             |                             |               |               |                 |                 |                 |                 |                 |                 |            |            |                |                |                |                |                |                |  |  |
|                 |                 |                 |                 |                 |                 |                |                |                  |                  |                  |                  |                  |                  |                 |                 |                 |                 |          |          |              |              |              |              |                      |                      |                      |                      | Беатріс              |                      |  |  |                |                |                |                |                  |                  |                  |                  |                             |                             |                             |                             |                             |                             |               |               |                 |                 |                 |                 |                 |                 |            |            |                |                |                |                |                |                |  |  |